# Vojtěch Bělohrobský
Vojtěch Mikuláš Vejskrab Bělohrobský, vlastním jménem Vojtěch Vejskrab (21. dubna 1838 Černovice – 30. července 1869 Blovice) byl český básník a spisovatel.

## Život
Narodil se v rodině ševcovského mistra Jana Vejskraba a jeho manželky Kateřiny, rozené Hromadníkové. V Černovicích u Tábora, kde nastoupil na farní dvoutřídku a patřil zde mezi nejlepší žáky. V letech 1857–1859 absolvoval německou reálku.  Během studií na reálce přijal pseudonym Bělohrobský, jako protest proti tomu, že němečtí učitelé přepisovali jeho příjmení jako Weissgrab (česky bílý hrob). Po absolvování německé reálky nastoupil na utrakvistický ústav učitelský v Českých Budějovicích, kam chodil až do roku 1860. Po absolvování tohoto ústavu odešel do Merklína, kde se stal podučitelem.
Tady se seznámil s básníkem Jakubem Arbesem. Bělohrobský přesídlil do Blovic 30. září 1861 a stal se prvním podučitelem v Blovické farní škole. Příchodem do Blovic se Bělohrobského tvorba zásadně změnila. Kromě motivu lásky, který bere na sebe podobu spíše skeptickou, nebo jinou, než je láska mezi mužem a ženou, (píše například o lásce k vlasti), především v jeho výchovných článcích. V nich se také objevují prvky moralizující, zde, v jeho tvorbě vůbec poprvé a také prvky humoru, dalo by se říci, že jeho tvorba dostává větší přesah a stává se vyzrálejší.
Je to způsobeno různými aspekty, jednak věkem, jednak prožitými událostmi a také jeho postupující nevyléčitelnou chorobou a horšícím se celkovým zdravotním a duševním stavem. Roku 1867 byl ze zdravotních důvodů nucen zanechat učitelování. Zdržoval se pak, po většinu času ve svém školním bytě, který se mu náhle stal vězením.

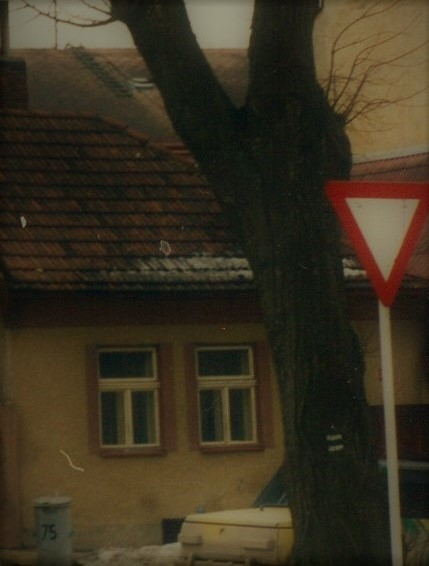
Rodný dům Vojtěcha Bělohrobského v Černovicích u Tábora

Nikdo z jeho přátel a známých za ním celé měsíce nezašel a tak není divu, že jedny z jeho posledních řádků, adresovaných povětšinou matce, jsou plné hořkosti. Stoupenec májovců Vojtěch Mikuláš Vejskrab–Bělohrobský zemřel ve věku třiceti let, 30. července, v prvním patře blovické školy, roku 1869 a své rodině v Černovicích odkázal dluhy a skrovný majetek. Pohřben byl na hřbitově v Blovicích.

## Dílo
- Novela Pianista – vyprávění o milostném vztahu učitele klavíru a jeho žačky.
- Články vychovatelské – Má- li se patriotismus ve školách národních budit a jak by se to díti mohlo a mělo?
- Novela – Zuby a láska. Čili: také srdce – jak kdo chce.

Pamflety z roku 1865
- Příčina hněvu
- Chvála poloreformy
- Zákony

Básně
- Báseň – Žena a basa – Tato báseň získala v roce 1863 první cenu v humoristickém časopise.
- Báseň – Milená Rézičko!

Hudební skladby:
- Hudební skladba - Marš na rozloučenou
- Klavírní skladba „TOUHA“ – věnováno jeho nenaplněné lásce Anně Báslové

## Fotogalerie

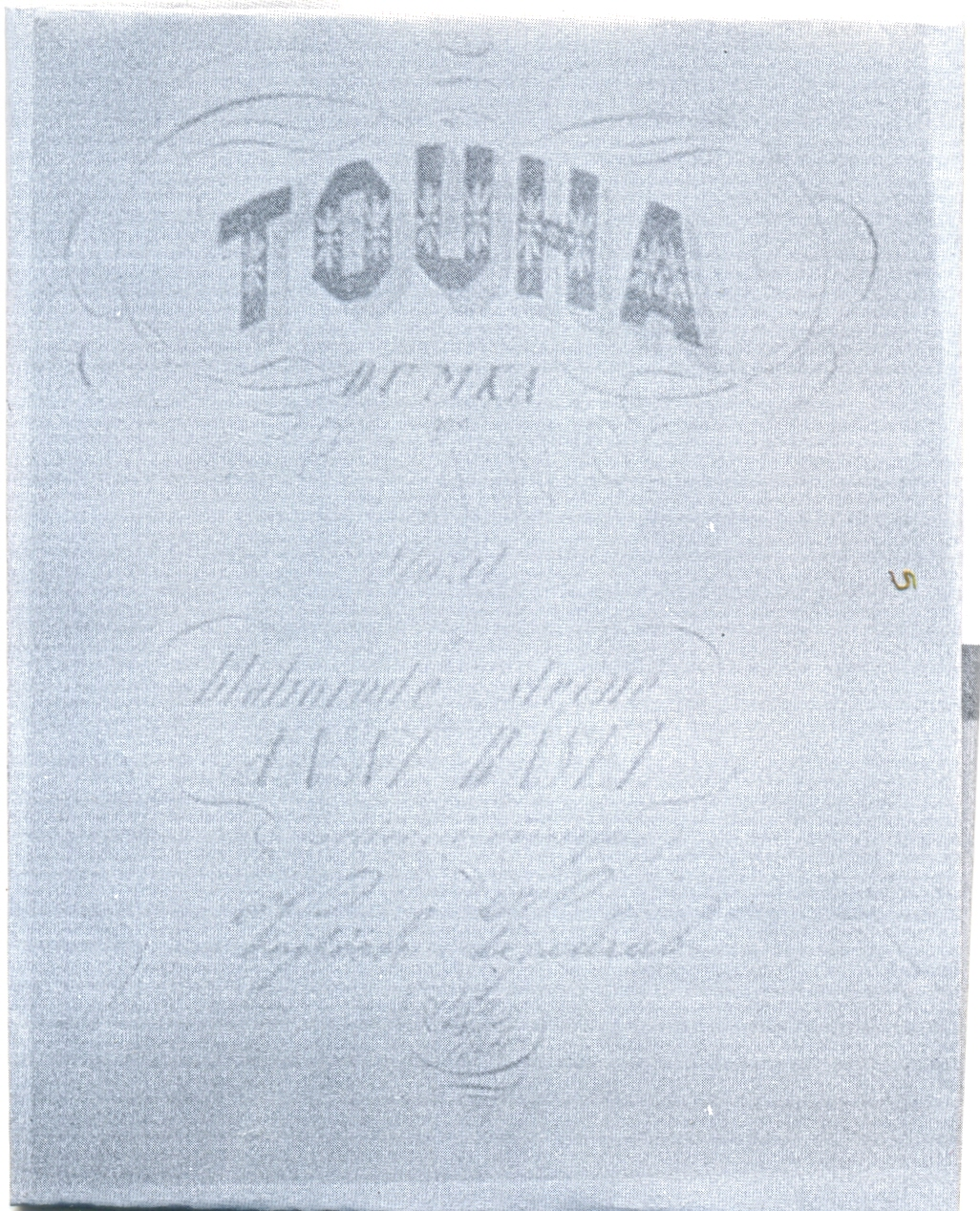
Titulní stránka klavírní skladby „TOUHA“ – věnováno jeho nenaplněné lásce Anně Báslové.
Vojtěch Bělohrobský byl mimo jiné hudebník, toto je jeho vlastnoručně psaný notový zápis.
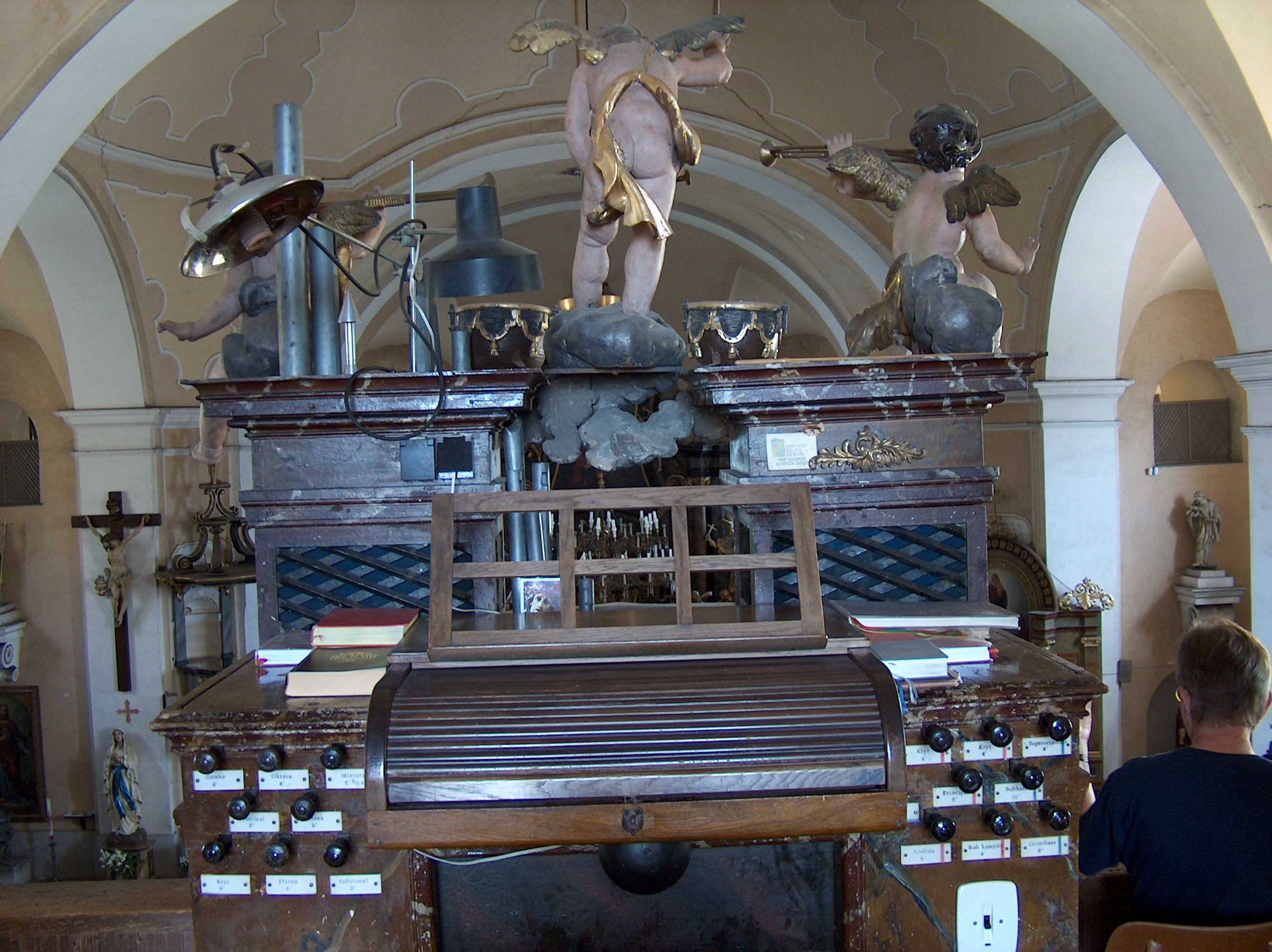
Varhany v Blovickém kostele, zde Vojtěch Bělohrobský komponoval své skladby.
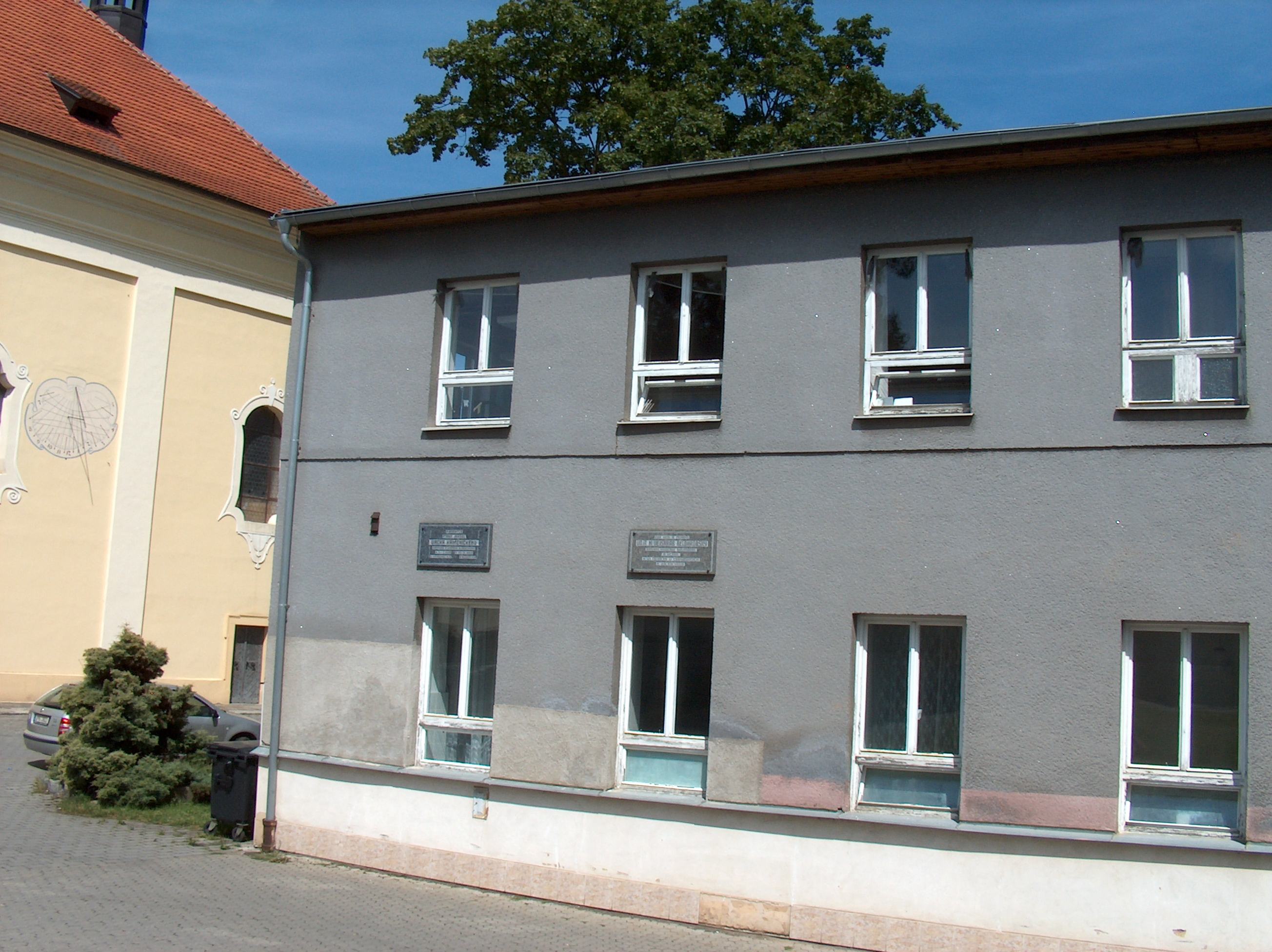
Blovická škola-v druhém patře této budovy měl Vojtěch Bělohrobský svůj učitelský podnájem, kde nakonec zemřel.
Mapa říše lásky z novely – Zuby a láska. Čili: také srdce – jak kdo chce.